# Stretch (2014)
Stretch ist eine Action-Filmkomödie aus dem Jahre 2014 über die Erlebnisse eines Limousinenfahrers. Regie führte Joe Carnahan. Der für das Kino produzierte Film wurde aufgrund fehlenden Vermarktungswillens und -kapitals nur auf DVD und Video-on-Demand herausgegeben.

## Handlung
Der erfolglose Schauspieler Stretch ist in Los Angeles gestrandet und schlägt sich mit Glücksspiel durchs Leben. Um alte Spielschulden abzubezahlen, arbeitet er als Limousinen-Chauffeur. Per Dating-App sucht er nach einem Ersatz für seine große Liebe und Ex-Freundin Candace.
Plötzlich wird der Rest seiner Spielschulden in Höhe von 6000 Dollar innerhalb von 24 Stunden fällig und bringt Stretch in eine ungemütliche Situation. Um das nötige Geld innerhalb der geforderten Zeit aufzutreiben, nimmt er von Charlie, der attraktiven Angestellten im Büro des Chauffeurservices, einen ungewöhnlichen Auftrag an; sein mysteriöser und exzentrischer Kunde ist der Millionär Roger Karos, der ihm die Lösung seines Geldproblems via eines großzügigen „Trinkgeldes“ in Aussicht stellt. Dafür lässt sich Stretch auf viele ungewöhnliche Wünsche seines offenbar verrückten Fahrgastes ein. So muss er ihn auf eine ausschweifende Geheimparty bringen und soll einen Koffer voller Geld, bei einem französischen Gangster, in einer vorgegebenen knappen Zeitspanne abholen und ihm bringen. Bei der Abholung verlangt der Gangster im Gegenzug bestimmte Unterlagen. Diese hat Stretch nicht, wodurch er mit einer falschen Polizeimarke (einem Filmrequisit, das der vorherige Fahrgast und Schauspieler Ray Liotta neben einer (Platzpatronen-)Pistole in seinem Wagen zurückgelassen hat) vorgibt, ein hochrangiger Polizist zu sein. Er droht mit Ärger seitens seiner Behörde und bekommt den Koffer ausgehändigt. Der Gangster ist allerdings selber Polizist vom FBI und befand sich in einer Undercoveraktion, um Karos dingfest zu machen. So nehmen er und seine Leute unbeobachtet Stretchs Verfolgung auf. Dieser muss sich derweil auf dem Weg zu seinem Auftraggeber mit der Konkurrenz und stressigen, zwischenzeitlich eingestiegenen Kunden herumschlagen. Auch Candace trifft er zufällig, und um seinen Verlustschmerz zu rächen, spielt er ihr erfolgreich den „großen, wichtigen Mann“ vor, der er jetzt angeblich sei. Von Karos wird Stretch um sein versprochenes Trinkgeld betrogen. Seine Geldeintreiber bekommen ihn überdies zu fassen und der Film endet schließlich in einer furiosen Verhaftungsorgie.
Die Ereignisse zeigen, dass in Stretch das Talent zu einem guten Schauspieler schlummert, was ihm auch der FBI-Agent bestätigt. Im Morgengrauen taumelt Stretch schmutzig und erschöpft in eine Frühstücksbar. Dort trifft er die unbekannte Frau, die ihn während der Nacht per Dating-App kontaktierte. Sie entpuppt sich, zu seiner positiven Überraschung, als seine Kollegin Charlie.

## Hintergrund
Produziert wurde der Film von Jason Blums Blumhouse Productions IM Global. Verliehen wurde er von den Universal Studios. Produktionsbeginn war im Juli 2013.
Der Film kam, trotz investierter 5 Millionen Dollar für die Produktion und hochkarätiger Besetzung, nicht in die Kinos. Universal war offenbar nicht zu weiterer Investition in das Marketing bereit. Er wurde in den USA am 7. Oktober 2014 auf iTunes und Amazon veröffentlicht, eine Woche später dann als Video-on-Demand-veröffentlichung. In Deutschland erschien er am 28. Mai 2015 als DVD und Blu-Ray.
Der Name Stretch ist Namensbestandteil der englischen Bezeichnung für eine baulich verlängerte Luxuslimousine, siehe Stretch-Limousine.
David Hasselhoff, Ray Liotta und Norman Reedus treten in Cameo-Rollen auf.

## Kritiken
Der Film erhielt bei Rotten Tomatoes 88 % positive Bewertungen der Kritiker und wurde von 63 % des Publikums positiv bewertet.

„Patrick Wilson passt einfach in die Rolle des leidenden Fast-Schauspielers, der sich mit seinem Limousinenchauffeur-Job eigentlich nicht wirklich ein Leben leisten kann. Er bringt die Verzweiflung, das Wahnsinnige, das Leidende aber auch die Hochgefühle so real rüber, dass man es ihm in jeder Sekunde abnimmt.“

„[…] und obwohl Stretch an den Rändern ein wenig rau ist, ist er auch liebenswert, oft aufregend und voller Lacher.([…] and while Stretch is a little rough around the edges it’s also endearing, often exciting and packed with laughs.)“